# 358 î.Hr.

## Nașteri
- Seleucus I Nicator, diadoh, întemeietorul Imperiului Seleucid (d. 281 î.Hr.)

## Decese
- Artaxerxes al II-lea, rege al Imperiului Ahemenid (n. ?)